# Pro urodov i ljudej
Pro urodov i ljudej è un film del 1998 diretto da Aleksej Balabanov.